# Gian Carlo Malchiodi
 (juillet 2024).
Si vous disposez d'ouvrages ou d'articles de référence ou si vous connaissez des sites web de qualité traitant du thème abordé ici, merci de compléter l'article en donnant les références utiles à sa vérifiabilité et en les liant à la section « Notes et références ».
Pour les articles homonymes, voir Malchiodi.
 (août 2022).
La mise en forme du texte ne suit pas les recommandations de Wikipédia : il faut le « wikifier ».
Les points d'amélioration suivants sont les cas les plus fréquents. Le détail des points à revoir est peut-être précisé sur la page de discussion.
- Les titres sont pré-formatés par le logiciel. Ils ne sont ni en capitales, ni en gras.
- Le texte ne doit pas être écrit en capitales (les noms de famille non plus), ni en gras, ni en italique, ni en « petit »…
- Le gras n'est utilisé que pour surligner le titre de l'article dans l'introduction, une seule fois.
- L'italique est rarement utilisé : mots en langue étrangère, titres d'œuvres, noms de bateaux, etc.
- Les citations ne sont pas en italique mais en corps de texte normal. Elles sont entourées par des guillemets français : « et ».
- Les listes à puces sont à éviter, des paragraphes rédigés étant largement préférés. Les tableaux sont à réserver à la présentation de données structurées (résultats, etc.).
- Les appels de note de bas de page (petits chiffres en exposant, introduits par l'outil «  Source ») sont à placer entre la fin de phrase et le point final[comme ça].
- Les liens internes (vers d'autres articles de Wikipédia) sont à choisir avec parcimonie. Créez des liens vers des articles approfondissant le sujet. Les termes génériques sans rapport avec le sujet sont à éviter, ainsi que les répétitions de liens vers un même terme.
- Les liens externes sont à placer uniquement dans une section « Liens externes », à la fin de l'article. Ces liens sont à choisir avec parcimonie suivant les règles définies. Si un lien sert de source à l'article, son insertion dans le texte est à faire par les notes de bas de page.
- La présentation des références doit suivre les conventions bibliographiques. Il est recommandé d'utiliser les modèles {{Ouvrage}}, {{Chapitre}}, {{Article}}, {{Lien web}} et/ou {{Bibliographie}}. Le mode d'édition visuel peut mettre en forme automatiquement les références.
- Insérer une infobox (cadre d'informations à droite) n'est pas obligatoire pour parachever la mise en page.

Pour une aide détaillée, merci de consulter Aide:Wikification.
Si vous pensez que ces points ont été résolus, vous pouvez retirer ce bandeau et améliorer la mise en forme d'un autre article.
Gian Carlo Malchiodi, né le 8 septembre 1917 à Milan et mort le 22 septembre 2015 dans la même ville, est un architecte, designer et enseignant italien.

## Biographie
Gian Carlo Malchiodi est né en 1917 à Milan. Diplômé de l'École polytechnique de Milan en architecture en 1942, il devient professeur d'architecture à l'École polytechnique en 1943, après une période d'assistant, et conserve son poste pendant plus de quarante ans, au cours desquels il établit une relation de recherche avec Gualtiero Galmanini et commence à collaborer avec Gio Ponti. Ses œuvres sont influencées par Lucio Fontana et Gualtiero Galmanini.
Gian Carlo Malchiodi participe à diverses expositions dont la 10e Triennale de Milan en 1954, la 11e Triennale de Milan en 1957 et la 12e Triennale de Milan en 1960.
Il ouvre un atelier Via Anelli 9 à Milan en 1957.
Gian Carlo Malchiodi est décédé le 22 septembre 2015 à Milan.

## Expositions
- « X Triennale de Milan », 1954
- « XIe Triennale de Milan », 1957
- « XIIe Triennale de Milan », 1960

## Réalisations et projets
- 1957 : Palazzo Malchiodi de la Via Luigi Anelli 9, Milan, Italie ;
- 1956 : Palazzo Anelli de la via Luigi Anelli 7, Milan, Italie ;
- 1957 : Palazzo Tre Torri de la via Luigi Anelli 13, Milan, Italie ;
- 1957 : Palazzo Filippetti de la viale Angelo Filippetti, 3 Milan, Italie ;
- 1955 : immeuble de la Piazza Velasca 8-10, Milan, Italie ;
- 1955 : immeuble de la via Pantano 2-4, Milan, Italie ;
- 1959 : Palazzo Cassolo de la via Cassolo 6, Milan, Italie ;
- 1958 : immeuble de la Corso di Porta Vigentina 33-35, Milan, Italie.